# 小西新右衛門氏文書

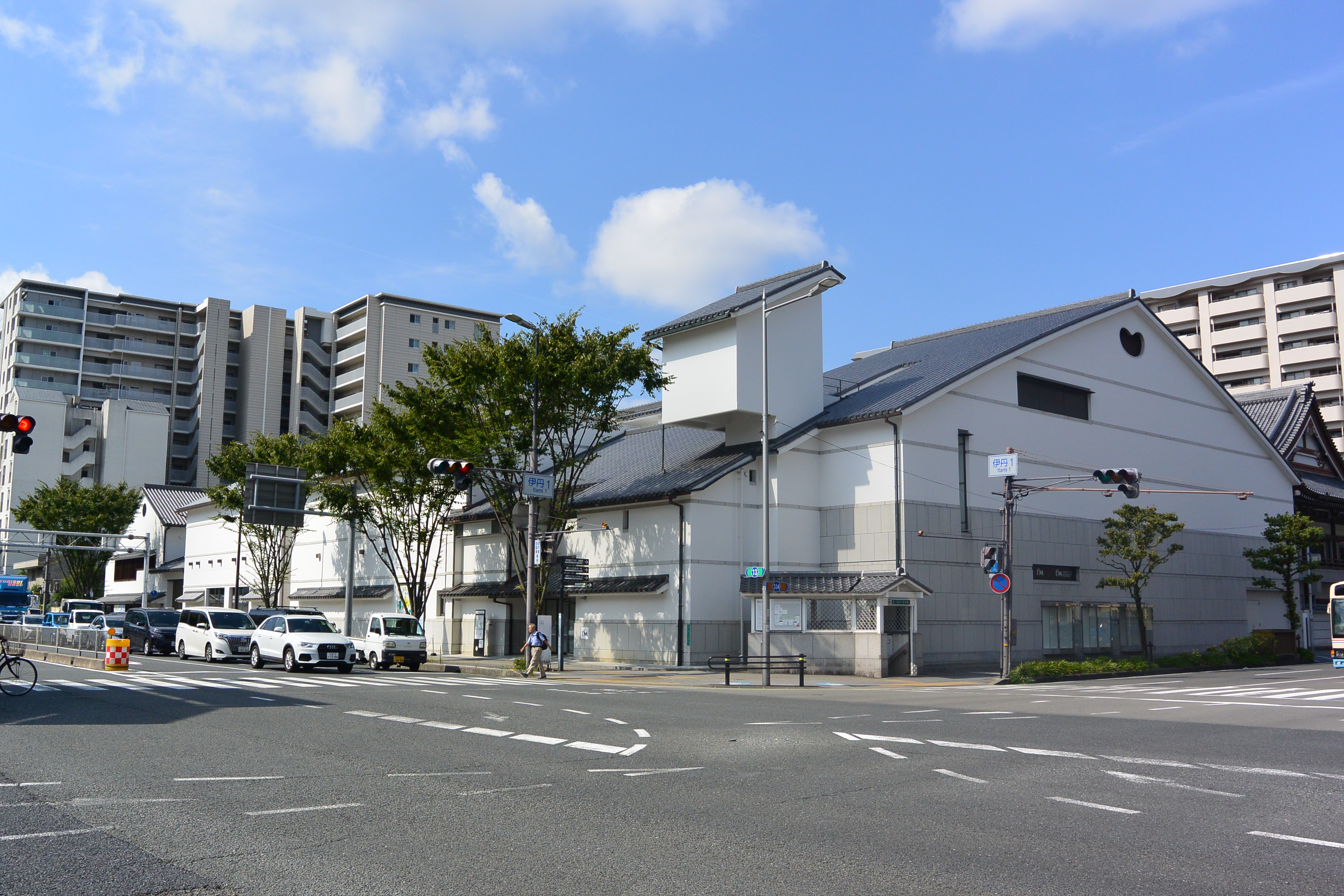
小西新右衛門氏文書の一部を展示している伊丹市の市立伊丹ミュージアム

小西新右衛門氏文書（こにししんえもんしもんじょ）とは、江戸時代初期から続く伊丹の酒造家である小西家（現在の小西酒造）が所有する文書類。小西家は1592年（文禄元年）生まれの初代宗吾が新右衛門を名乗って酒造業を開業して以来、代々の当主が新右衛門を襲名している。現在の当主は2020年に襲名した15代目の新右衛門業寛（ぎょうかん）である。
小西家は江戸時代の初期から現在まで継続して伊丹で酒造業を行っている。酒造業だけでなく、江戸時代中期以後は生産した清酒を消費地である江戸に積送する運輸業、江戸で販売に当たる酒問屋も営んでいた。また伊丹の町政を預かる惣宿老を長く勤めたほか、20余りの大名に対し大名貸しを行っていた。明治維新後も酒造業を継続・拡大する傍ら、伊丹の有力者として小学校の建設、鉄道の建設などを手がけている。小西家にはこれらの業務に関する帳簿類や手紙類が残っている。また当主が入手した書籍類や、当主の手による絵画や書、幕末期に有名な学者から当主あてに送られた手紙、小西家の家政に関する日記や文書などが残されている。これらの資料は昭和40年代以降伊丹市立博物館や研究者によって調査が続けられている。

## 小西家の歴史
小西家の系図によれば初代新右衛門宗吾は1592年（文禄元年）に生まれ1681年に没している。江戸時代初期の資料では「薬屋」という屋号を名乗っており、名前の通り薬屋との兼業であった。享保期（1716-1736）に「小西屋」も称するようになった。一時「薬屋」「筒井」「小西屋」を併用する時期もあったが、1829年（文政12年）に伊丹の領主の近衞家から復姓免許状を与えられ、以後は「小西」を名乗るようになった。当家の酒造に関し資料で確認できる最初の年代は1671年（寛文11年）の「寒造酒米員数書付」で、薬屋新右衛門の名があるが、生産量は伊丹の他の酒造家と比べても多くなかった。その後新興の灘地域の酒造業者との競争のなかで伊丹の有力酒造家が衰退していったが、小西家は規模の拡大を続け、文化・文政期（1804-1830）には紙屋（八尾家）と並ぶ伊丹の有力酒造家になった。伊丹の酒造家は生産した清酒の殆どを当時最大の消費地であった江戸に送って販売していたが、小西家は江戸への輸送路の樽廻船問屋「安治川店」を経営し、江戸に2件の販売問屋を置いて拡販に務めた。小西家にはこれら酒造や輸送・販売に関する帳簿類が大量に残っている。

### 町政と大名貸
伊丹の街は1661年（寛文元年）に近衞家領になり、以後江戸時代を通じて近衞家が伊丹の領主であった。近衞家は有力な複数の酒造家を惣宿老に任命し、伊丹の町政に当たらせていた。当初は24家の酒造家から年番で選ばれており、惣宿老人名表には元禄期（1688-1703）以降小西新右衛門（または薬屋新右衛門や筒井新右衛門）らの名がある。明和期（1764-1772）以降は多くの酒造家が衰退していった結果、惣宿老は小西家と上記八尾家の2家のみになった。小西家には「近衞殿 御用」と表示された書類箪笥が残されている。また伊丹の酒造家は18世紀中期から大名貸しを行うようになったが、小西家も姫路藩などに貸し付けを行っており、その帳簿類が残っている。大名との関係は経済的なものだけでなく、当主が大名宅に呼ばれて接待を受けるなどの経緯を記した記録も残っている。

### 明治以降
伊丹の有力者だった小西家は明治維新の新政府の資金調達に応じた。1868年（慶応4年）に新政府の商法司伊丹御用所、1869年（明治2年）に通商司御用所が小西家に開設されたため、明治初期の伊丹周辺の商工業に関する資料が小西家に残されている。さらに兵庫県の要請を受けて、伊丹に初めての小学校を私財を投じて設立した。地域の鉄道敷設にも力を尽くし、山陽鉄道、川辺馬車鉄道、阪鶴鉄道などの開設に携わった。1871年（明治4年）に旧来の酒造鑑札が没収されて誰でも酒造業に参入できるようになった結果、伊丹の酒造業が衰退していった。小西家も明治の初期には酒造量を減らし一時期酒造業以外の産業や株式投資に注力するが、明治後期には再び酒造に力を入れるようになり、1922年（大正11年）には酒蔵を伊丹で9棟、西宮と灘の魚崎に8棟、系列の本辰酒造に11棟保有するようになった。

## 小西新右衛門氏文書の調査の経緯
小西家の伊丹市域にあった建物や酒蔵は殆ど戦災に合わなかったため、膨大な文書が残され保管されていた。昭和40年代以降小西家の了解をえながら数度にわたる調査が行われている。

### 伊丹市史編纂時の調査
昭和40年代に行われた伊丹市史（1973年（昭和48年）に完結）の編纂に際し、近世伊丹の主要産業である酒造業の項目について、小西家が持つ豊富な文書類が注目された。小西家の好意により一部の資料の調査が許可され、まず小西家文書の目録が作成され、その資料を元に伊丹市史の本編と資料編の記述が行われた。

### 伊丹市史編纂後の調査
小西家には未調査の資料がまだ大量に存在することは市史編纂時に判明していた。これらの資料について所有者の小西新右衛門の承諾を得て1986年から「伊丹市酒造家資料調査委員会」によって資料の整理と資料目録の作成が行われた。3年後の1989年に仮目録が作成され、それを元に近世分の主要な文書622点を活字に起こした「伊丹資料叢書8 伊丹酒造家資料（上）・（下）」が完成した。さらに当時伊丹市博物館に寄託されていた資料について、分類整理したうえで文書番号が付された目録が作られ、近世分については1995年に「小西新右衛門氏文書目録（近世編）」、明治から昭和初期の資料については1999年に「小西新右衛門氏文書目録（近代編）」として刊行された。

### 新たに見つかった萬歳蔵の資料
2007年に閉鎖した小西家の萬歳蔵に残っていた未調査の資料を、伊丹市立博物館が2012年から調査を始めた。その後大阪大学の飯塚一幸が中心となって調査し「小西家萬歳蔵資料」として目録番号を付与、2021年現在も調査中である。

## 文書の内訳
ここでは主に「小西新右衛門氏文書目録」の内容に従い、一部「伊丹酒造家資料」などを参考にして解説する。近世の文書は江戸時代から明治初期までの文書や資料で「酒造」「流通（運輸）」「販売」「大名貸」「町政」「商法司・通商司」に分類されている。近代については明治から昭和初期にかけての文書や資料で「小西家本店」「酒造」「販売」「その他の事業」「公債・株式」「関係企業・団体」「公職」「小西家」に分類されている。

### 酒造（近世編）
酒造技術に関する資料として1693年（元禄6年）から始まる「酒永代覚帖」は毎年の酒造仕込みを記録したもので、小西家では初秋の新酒から冬の寒造り春に仕上がる春酒など四ないし五期に分けて仕込んでいたことがわかる。また酒造にかかる経費や販売状況を示す「酒・味醂勘定帖」など多数残っている。また伊丹の各酒造業者が保有する酒造株の一覧「酒株之寄帖」、奉公人に関する史料、酒株および家屋敷の売買証文、分家を含めた小西家代々の相続関係を示す史料がある。小西屋伊丹本家の家政に関する史料もここに入れられており、「女永代日記」という全9巻の史料には1716年（享保元年）から1857年（安政4年）までの期間に小西家で行われた祝宴の献立や進物が記録されており、江戸時代の生活や女性の役割に関する貴重な資料である。

### 流通（運輸）
江戸時代中期以後に伊丹で醸造された清酒は殆どが江戸に送られて販売されていた。当時伊丹酒を江戸へ積送するルートは、まず馬で神崎の港まで送られ、天道船（小型の船）で伝法へ運び、廻船に積み替えて江戸へ運ばれた。新右衛門氏文書には1682年（天和2年）に馬方との申し合わせ、神崎船問屋との取り決め、伝法船問屋との定めに関する史料がある。その後1701年（元禄14年）の史料には、伝法廻船問屋7軒の中に薬屋新右衛門の名があり、この時までに小西家が伝法へ進出していたことが分かる。当初積み出し港は伝法が主であったが、1732年（享保17年）に安治川に家屋敷を購入して、ここで新しい廻船問屋を開設している。その後1772年（安永元年）に西宮や安治川からも樽廻船の問屋が設立され、これを機に小西家は江戸への積み出しを安治川店に集約する。

### 販売
江戸で酒を販売するには1657年（明暦3年）からは酒醤油問屋、1683年（天和3年）以後は酒問屋を経て販売する決まりであった。小西家は1703年（元禄16年）の「江戸下り酒問屋一覧」の茅場町組48軒の中に「古来よりの問屋」として小西伝右衛門の名が記録されており、元禄期には江戸に出店を有していたことが確認できる。茅場町の店は後に「小西利右衛門店」となり、1833年（天保4年）にはその分家の「小西利作店」（江戸西店）も営業を始めた。この両店は明治以後も「富士本商店」と「富士西商店」と名前を変えて営業を続けている。この両店の販売状況や伊丹本家とのやり取りを記録した大量の帳面が残されている。伊丹や灘の酒造家で、江戸に酒問屋を置いて明治まで営業を続けていたのは小西家だけである。

### 大名貸
伊丹の有力酒造家たちが大名貸を始めたのは享保期（1716年から1735年）である。小西家が大名に資金を貸し付けたことを示す最初の史料は、1751年（寛延4年）姫路藩に対するものである。大名への貸し付けは利息による利益のほかに、貸付先の藩米を酒造用に手当しやすいという利点もあった。当初は伊丹周辺の大名や旗本向けに少額を融資していたが、1768年（明和5年）以後、貸付先の大名は全国に広がってゆく。文化・文政期（1804年から1829年）は伊丹の酒造業が繁栄すると同時に大名家の財政の窮乏化が進行したため、伊丹の酒造家の大名貸は活発になり融資額も大きくなっていった。単に融資するだけでなく大名家の財政改善を手伝うこともあった。大名との関係は経済的なものだけでなく大名家での茶会や能に招かれるといった応対もあり、金銭に関係する書類だけでなくそれらに関する書簡も多く残っている。小西家が貸し出した大名として史料が残っているのは、姫路藩のほかに尼崎藩、岸和田藩、和歌山藩、明石藩、園部藩、出石藩、弘前藩、秋田藩、忍藩、飯野藩、村上藩、田原藩、津山藩、高松藩、宇和島藩、柳川藩、対馬藩、熊本藩、宇土藩、延岡藩、飫肥藩。そのほか領主の近衞家、能勢氏、林大学頭、生駒氏、足立氏、松平勘助、有馬小一兵衛・三俣勝之丞らである。

### 町政
1661年（寛文元年）以来近衞領である伊丹郷町は、1803年（享和3年）のデータでは人口約9000、戸数3000を有した。小西新右衛門氏文書の町政関係史料は惣宿老制度が整った元禄期以後豊富になるが、それ以前のものも存在する。惣宿老の開始時は伊丹の裕福な酒造家24家が一年交代で郷町全体の政務を担当するする制度であったが、その後没落した家もあり、上記のように小西家に責務が集中するようになった。惣宿老の重要な職務として郷町運営の財政面を預かる「御金方」があって、郷町から上がる年貢や上納金の管理のほか、郷町の町人や近衞家の家臣等から出資金を募って貸し付けを行う金融業務もあった。近衞家は伊丹に家臣を置かず惣宿老に任せていた間接統治を行ったため、書状による応答が重要であった。小西新右衛門氏文書には「御代官方」の書簡が多数保存されている。なお「近衞殿　御用」と書かれた書類タンスの中には町政に関して近衞家との応答に関する多数の史料が残されていた。

### 商法司・通商司
1868年（慶応4年）明治新政府が発行する太政官札の流通のための機関である商法司が京都に置かれ、大阪に商法会所が置かれた。その下部機関として小西家宅に摂津7郡を管轄する会計局御用掛「伊丹御用所」が開設された。翌1869年2月に商法司が廃され、東京に通商司が新設されたため小西家に置かれていた商法司御用所は通商司御用所に変わり、1871年に通商司が廃止されるまで引き続き小西家で業務が行われた。伊丹通商司の主要な業務は伊丹の主要産業である酒造業の管理・統括であった。これらの業務に関する史料や、江戸時代からの酒造株の廃止にかかわる史料などが残されている。

### 小西家本店
明治期から昭和初期までの小西本店（のちの小西酒造株式会社の本社）に関する経営機構とその変遷を示す史料。本社機構として社則、重役会議事録、従業員の雇用に関する史料、本社の年間決算資料、不動産・公債・有価証券類、銀行との取り引きの書類がある。明治に入って海上輸送に汽船が使われるようになると廻船問屋の安治川店は明治10年に廃止された。小西家の江戸における販売拠点であった江戸本店と西店は社内的には東京本店と西店と呼ばれ、1899年（明治32年）の登記では富士本商店と富士西商店と改称されて営業を続けており小西本店との間で取り交わされた書状が多数残っている。

### 酒造（近代）
昭和初期と推定される時期に小西家が伊丹町内に有していた10棟の酒造蔵と、倉庫など4棟の図面が残されている。酒造米の買い入れ記録と社外精米場（明治後期は水車精米、大正期は動力精米）への米の積送記録がある。1873年（明治6年）以降の酒造工程に関する「酒覚帳」には、原料の米の代金のほか労働者の賃金、飯代、酒樽の材料費、輸送にかかわる費用などが詳細に記録されている。1902年（明治35年）には「酒覚帳」が「酒造明細帳」という冊子に変更され、各蔵の各工程の状況がより詳細に記録されている。

### 販売
明治初期の販売先は東京が中心であったが、1902年（明治35年）の記録では関東から九州まで販路を拡大している。清酒の輸送には船舶のほかに鉄道がつかわれるようになり、神崎駅（現在の尼崎駅）が出荷拠点になった。国内だけでなく海外にも出荷しており、日露戦争の戦地へ酒を送った1904年（明治38年）の「戦地輸出酒決算書」が存在する。その後大正期には大連、シンガポール・上海へ輸出し、昭和期には台北や満州へ出荷され、1942年（昭和17年）に北京と牡丹江に酒造会社を設立した。

### その他の事業
小西家は明治の初期に本業の酒造量を減らして他の事業にも手を染めた。明治期の主力照明であった「石油ランプ」の重要部品である「口金」を製造した「小西興業場」は、1885年（明治18年）に設立され販売量も増えていったが、電灯が普及し石油ランプの需要が激減した1912年（明治45年）に廃業した。小西家は伊丹町内外に多くの宅地を持ち借地・借家を営むほか、保有する耕地で田畑小作経営を行っていた件に関する記録が多く残っている。その他明治初期に手掛けた皮革製品生産業「小西製革所」の記録や、同じく明治初期の兵庫県からの要請を受けて兵庫港の整備事業に出資した「新川掘割・兵庫浜蔵事業」の記録が残っている。

### 公債・株式
明治維新で職を失った士族には、新たな職業に就くための資金として現金と秩禄公債が交付されたが、小西家は各地の士族からこの公債を買い取っている。買取のために各地に出向いた代理人との間でやり取りした書簡や当時の最新技術である電報を使っての連絡が残っている。小西家に残された公債の記録は秩禄公債に関するものが多い。また阪神電鉄や南海鉄道などの電鉄系の株を売買していた記録がある。

### 関係企業・団体
小西家が尼崎の商人らとともに発起人となった川辺馬車鉄道が、1891年（明治24年）に尼崎と伊丹を結んだ。馬車鉄道はすぐに摂津鉄道と名を変え蒸気運転に変更され生瀬まで延伸された。この路線は舞鶴を目指した阪鶴鉄道に買収され、さらに1906年（明治39年）に国有化されて福知山線となった。また山陽鉄道の発起人にも名を連ねており、建設工事に関する議論や株主総会に関する書類が残っている。また1982年（明治15年）の日本銀行設立に際し400株を出資して20位の株主となり、日銀大阪支店の幹事に就任した記録がある。

### 公職
1872年（明治5年）に公布された学制のなかで、地域の小学校の設置・運営を担う者として「学区取締」が設定されたが、小西新右衛門はほぼ現在の伊丹市全域に相当する区域の学区取締に任命された。このため小西家には小学校の設置、教師の任免、児童の入学・就学状況、試験の実施、卒業などの一連の記録が残されている。また伊丹小学校（現伊丹市立伊丹小学校）の設置の際には県からの要請を受けて、設立資金を拠出して維持費も寄付している。小西利右衛門が川辺郡の医師の開業・監督・売薬その他の医療に関する行政を担う医務取締に任命され、当時の医療に関する記録が小西家に残されている。

### 小西家
ここには小西家の家系に関する史料、地域の有力資産家として求められた各種の寄付に関する史料、1885年（明治18年）に小西家の敷地に創設されその後の運営も小西家が担っていた道場「修武館」に関する史料などがある。また小西家の子弟の教育、当主の趣味、小西家の別荘を訪れた客人たちに関する史料や、その他小西家に関する史料がまとめられている。

### その他
小西家の蔵書には下記のような江戸時代の書籍が多数残されている。源氏物語や平家物語などの物語類、儒教の経典である易経、室町時代の公家の日記「康富記」や「薩戒記」など。